# Olenecamptus quadriplagiatus
Olenecamptus quadriplagiatus es una especie de escarabajo longicornio del género Olenecamptus, subfamilia Lamiinae. Fue descrita científicamente por Dillon & Dillon en 1948.
Se distribuye por China y Vietnam. Mide 18-20 milímetros de longitud. El período de vuelo ocurre en los meses de mayo, junio y julio.